# شوونیسم کربنی
شوونیسم کربنی (به انگلیسی: Carbon chauvinism) یک واژه نوین است که برای تحقیر فرضیه‌ای به کار می‌رود که بر اساس آن فرآیندهای شیمیایی حیات فرضی فرازمینی باید عمدتاً از کربن (ترکیبات آلی) ساخته شوند، چرا که تا آنجا که شناخته شده است، خواص شیمیایی و ترمودینامیکی کربن آن را نسبت به سایر عناصر برای تشکیل مولکول‌های مورد استفاده در موجودات زنده برتر می‌سازد.
عبارت «شوونیسم کربنی» همچنین برای نقد این ایده استفاده می‌شود که هوش مصنوعی به‌طور نظری نمی‌تواند آگاه یا واقعاً هوشمند باشد، زیرا ماده پایه آن زیستی نیست.علاوه بر این، این واژه توسط ترنس‌هیومن‌ها برای اعتراض به دیدگاه غالب استفاده می‌شود که حیات ارزش اخلاقی بالاتری نسبت به آگاهی مصنوعی فرضی دارد.